# M98 (galaxie)
Pour les articles homonymes, voir M98.
M98 (NGC 4192) est une galaxie spirale intermédiaire située dans la constellation de la Chevelure de Bérénice. NGC 4192 a été découverte par l'astronome français Pierre Méchain le 15 mars 1781, et Charles Messier l'ajouta à son catalogue le 13 avril de la même année après avoir mesuré sa position. 

## Caractéristiques
La classe de luminosité de M98 est I-II et elle présente une large raie HI. C'est aussi une galaxie LINER, c'est-à-dire une galaxie dont le noyau présente un spectre d'émission caractérisé par de larges raies d'atomes faiblement ionisés. M98 (NGC 4192) faisait partie des galaxies étudiées lors du relevé de l'hydrogène neutre de l'amas de la Vierge par le Very Large Array. Les résultats de cette étude sont sur cette page du site du VLA.

### Distance
Sa vitesse par rapport au fond diffus cosmologique est de 189 ± 24 km/s, ce qui correspond à une distance de Hubble de 2,79 ± 0,40 Mpc (∼9,1 millions d'al).
M98 est trop près de la Voie lactée et on ne peut utiliser la loi de Hubble-Lemaître pour calculer sa distance. Heureusement, 22 mesures non basées sur le décalage vers le rouge (redshift) ont été réalisées. Ces mesures donnent une distance moyenne de 14,035 ± 2,926 Mpc (∼45,8 millions d'al).

### Morphologie
NGC 4192 a été utilisée par Gérard de Vaucouleurs comme une galaxie de type morphologique (R1')SAB(rs)ab dans son atlas des galaxies,.

### Galaxie de Seyfert
M98 est aussi une galaxie active de type Seyfert.

### Luminosité dans l'infrarouge
La luminosité de la galaxie M98 (NGC 4192 dans l'article) dans l'infrarouge lointain (de 40 à 400 µm)  est égale à 6,67 × 109 {\displaystyle L_{\odot }} (109,83{\displaystyle L_{\odot }}) et sa luminosité totale dans l'infrarouge (de 8 à 1 000 µm) est de 8,91 × 109 {\displaystyle L_{\odot }} (109,95{\displaystyle L_{\odot }}).

## Trou noir supermassif
Selon un article basé sur les mesures de luminosité de la bande K de l'infrarouge proche du bulbe de NGC 4192, on obtient une valeur de 107,4 {\displaystyle M_{\odot }} (25 millions de masses solaires) pour le trou noir supermassif qui s'y trouve.

## Groupe de M86
Selon Abraham Mahtessian, M98 (NGC 4192 dans l'article) fait partie d'un groupe de galaxies qui compte 22 membres, le groupe de M86 (NGC 4406) (M86 est la plus brillante de ce groupe). Les autres galaxies de la liste de Mahtessian sont NGC 4208 (NGC 4212 dans l'article), NGC 4216, NGC 4396, NGC 4406 (M86), NGC 4413, NGC 4419, NGC 4438, NGC 4531, NGC 4550, NGC 4552 (M89), M90 (NGC 4569), IC 3094 (appartenance incertaine), IC 3258 et IC 3476.
La liste de Mahtessian renferme quelques erreurs. Par exemple, la galaxie NGC 4438 forme une paire avec la galaxie NGC 4435 et elle devrait logiquement appartenir au groupe de M60 décrit par Mahtessian et au groupe de M49 décrit par A.M. Garcia. Autre exemple, l'omission de la galaxie IC 3583 qui forme une paire avec M90.
De plus, la liste de Mahtessian renferme d'autres erreurs évidentes. On y retrouve par exemple la galaxie NGC 598 qui est en réalité la galaxie du Triangle (M33) et qui fait partie du Groupe local, de même que la galaxie NGC 784 qui appartient au groupe de NGC 672 et qui est au moins trois fois plus rapprochée de la Voie lactée que les autres galaxies du groupe de M86. De plus, trois des galaxies (1110+2225, 1228+1233 et 1508+3723) mentionnées dans l'article sont introuvables dans les bases de données. La notation employée par Mahtessian est un abrégé de la notation du Catalogue of Galaxies and of Clusters of Galaxies CGCG et la correspondance avec d'autres désignations ne figure malheureusement pas dans l'article. Ainsi, les galaxies 0101+1625 et 1005+1233 sont en réalité CGCG 0101.7+1625 (UGC 685) et CGCG 1005.8+1233 (Leo I ou UGC 5470). Leo I fait partie du Groupe local et UGC 685 est à environ 15 millions d'années-lumière de nous en bordure du groupe local. Ces deux galaxies n'appartiennent manifestement pas au groupe de M86.
Certaines de ces galaxies s'approchent de la Voie lactée ou leur vitesse radiale est trop faible pour que l'on puisse calculer leur distance à partir de la loi de Hubble-Lemaître. Heureusement, plusieurs mesures (sauf pour IC 3094 et NGC 4431) ont été réalisées selon des méthodes indépendantes du décalage vers le rouge. La distance moyenne des galaxies du groupe avec suffisamment de mesure non basées sur le décalage est de 14,9 Mpc.

## Galerie

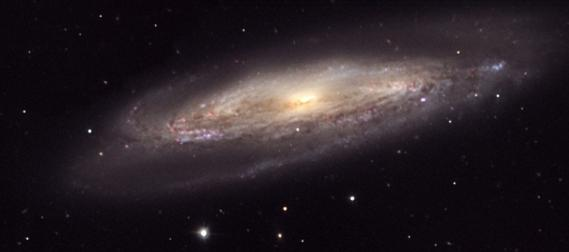
Une image de M98 par Astrofotografía.
Gros plan sur M98 par le télescope spatial Hubble.
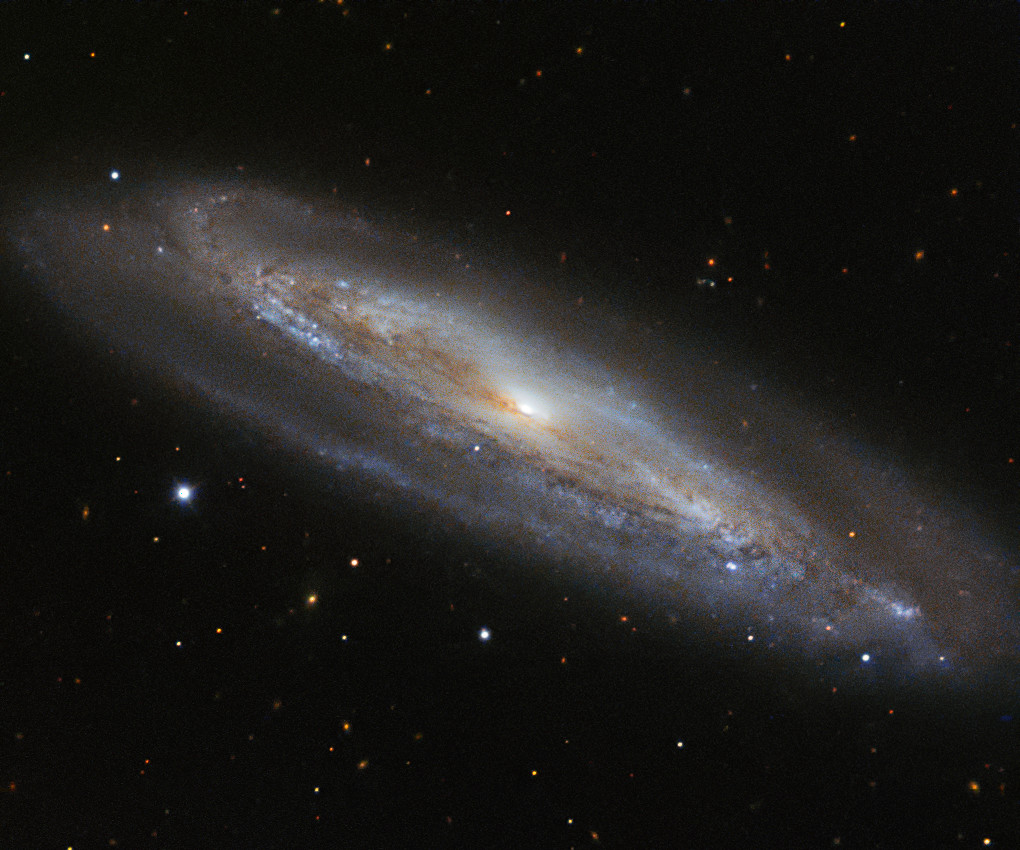
Image captée par le télescope NTT (New Technology Telescope) de l'Observatoire européen austral.
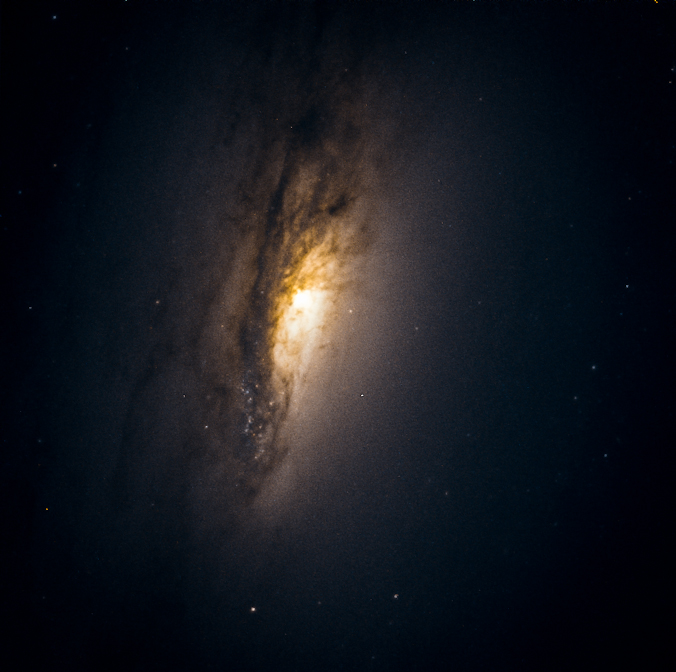
Autre image de M98 provenant des données du télescope spatial Hubble.
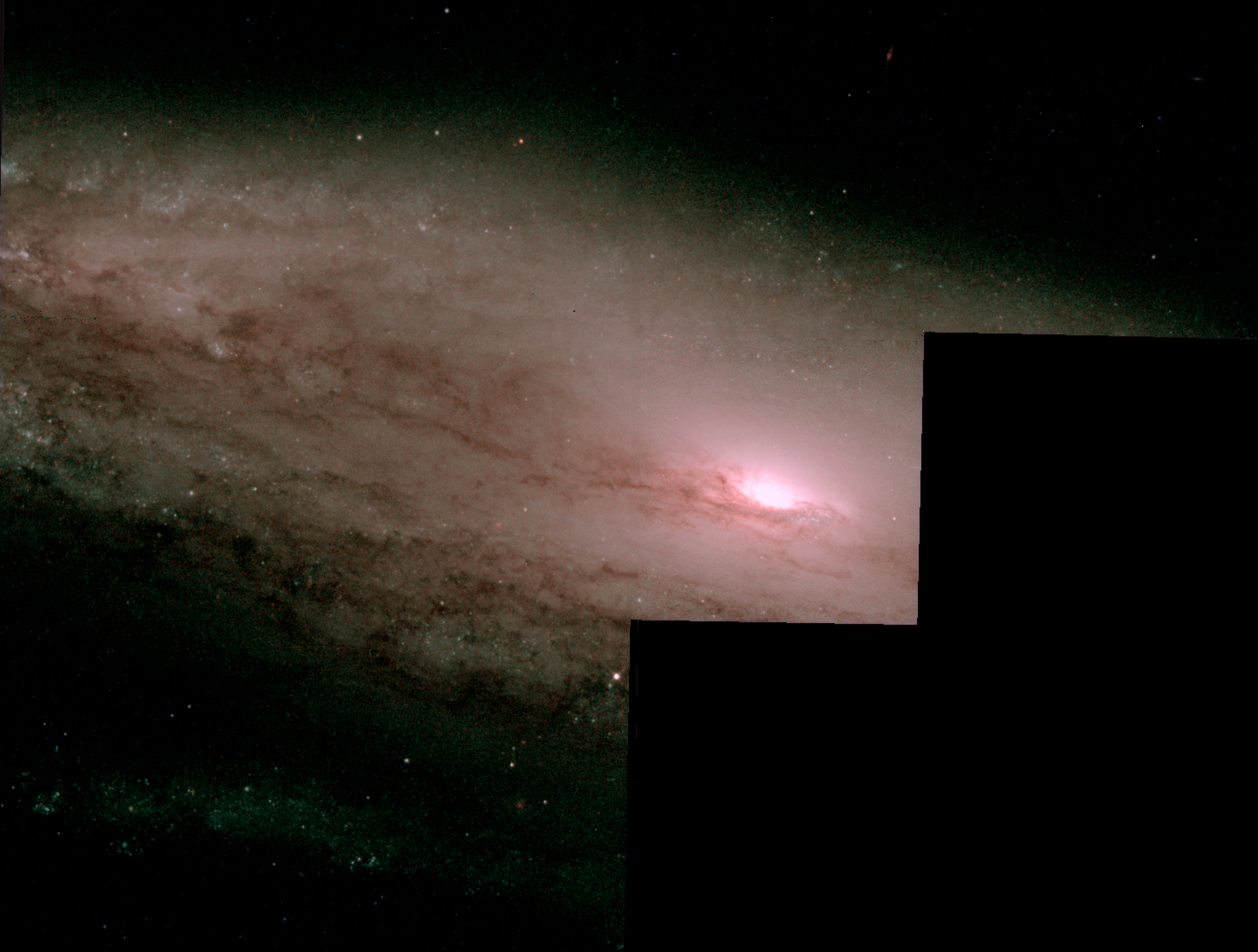
Une autre région de M98 par le télescope spatial Hubble.